# Elisabeth Thand Ringqvist
Elisabeth Kristin Thand Ringqvist, ursprungligen Eriksson, född 20 februari 1972 i Sunne församling, Jämtlands län, är en svensk politiker (centerpartist) och företagare. Hon är ordinarie riksdagsledamot sedan 2022, invald för Stockholms kommuns valkrets. Mellan juni 2011 och mars 2015 var hon verkställande direktör (VD) för Företagarna.

## Karriär
Thand Ringqvist har civilekonomexamen från Handelshögskolan i Stockholm, med inriktning mot finansiell ekonomi och marknadsföring.

### Näringslivet
1997–2005 arbetade hon som managementkonsult på McKinsey. Under 2010 och 2011 arbetade hon i eget företag och under en kort tid på PR-byrån Prime.. År 2011 blev hon vd för Företagarna. Thand Ringqvist var 2011–2019 ledamot av Finsk-Svenska Handelskammaren, 2012–2016 ledamot av styrelsen för KTH samt ledamot av JA-delegationen (Jämställdhet i Arbetslivet) som  lämnade sitt slutbetänkande våren 2015.
Den 3 december 2014 meddelade Elisabeth Thand Ringqvist att hon skulle lämna Företagarna. för att jobba med riskkapitalfinansierade tillväxtbolag och den 23 april valdes hon till ordförande för Svenska Riskkapitalföreningen, som hon lämnade i juni 2019.
2015 –2022 hade Elisabeth Thand Ringqvist styrelseuppdrag i IP-Only, Handicare och DocuNordic. 2018 grundade Thand Ringqvist tillsammans med bland andra Ludwig Nauckhoff, Ulrika Viklund och Ted Elvhage affärsängelfonden E14 Invest med bas i Åre.
Sedan 2019 är Thand Ringqvist ordförande för Skärgårdsstiftelsen och i maj samma år utsågs hon av regeringen till ordförande för Regelrådet ett uppdrag som hon lämnade hösten 2021. Åren 2019–2022 var Thand Ringqvist ordförande för Storskogen.

### Politiker
Thand Ringqvist var åren 1991–2010 verksam som fritidspolitiker. Östersunds kommunfullmäktige var den första politiska arenan. Senare var hon 1997–1998 ordförande i Centerpartiets Högskoleförbund (numera Centerstudenter) och 1998–2004 ledamot i Centerpartiets partistyrelse. 2005–2006 hade hon tjänsten som kanslichef på Centerpartiets riksdagskansli med ansvar att ta fram valstrategin för valrörelsen 2006. 2006–2010 tjänstgjorde Thand Ringqvist som politiskt sakkunnig hos näringsminister Maud Olofsson, med särskilt ansvar för det statliga ägandet,  Globaliseringsrådet och Marknad och konkurrensfrågor. 
I valet 2010 kandiderade Thand Ringqvist för Centerpartiet i riksdagsvalskretsen Stockholms kommun till riksdagen och blev första ersättare. Thand Ringqvist lämnade Centerpartiet och alla politiska uppdrag när hon tillträdde som vd för Företagarna och avstod därmed platsen som ersättare för Fredrik Federley.
I oktober 2009 startade Elisabeth Thand Ringqvist en intensiv debatt inom Centerpartiet genom att på Expressens debattsida angripa partikollegan Mahmoud Aldebe och kalla honom för "radikal islamist". Detta resulterade i en polisanmälan från Aldebes sida.". Hon har även grundat nätverket På egna meriter, som samlar kvinnor som är emot förslag om könsbaserad kvotering till styrelser och liknande.
Elisabeth Thand Ringqvist belönades med utmärkelsen Årets Lobbyist 2013 av tidningen Resumé för sitt arbete att stoppa regeringens förslag om införande av månadsrapporter. Med förslaget om månadsrapporter om anställda skulle företagen lämna detaljerade uppgifter om varje medarbetare varje månad i stället för kontrolluppgift en gång om året. Företagarnas vd Elisabeth Thand Ringqvist gick i spetsen för en motkampanj som visade på höga kostnader i pengar, tid och administrativt krångel. I vårbudgeten skrev regeringen att förslaget skulle analyseras och under hösten förklarade man att det inte alls skulle genomföras.
I samband med riksdagsvalet 2022 valdes Thand Ringqvist in som riksdagsledamot för Stockholms kommuns valkrets.
Thand Ringqvist var i november 2022  en av kandidaterna i partiledarvalet för att efterträda Annie Lööf.